# Hans Vonk (maestro)
Hans Vonk (Amsterdã, 18 de junho de 1942 – Amsterdã, 29 de agosto de 2004) foi um maestro neerlandês.

## Biografia
Hans Vonk nasceu em Amsterdã, Países Baixos, filho de Franciscus Cornelis e Wilhelmina Vonk. Seu pai foi violinista da Orquestra Real do Concertgebouw e morreu quando Vonk tinha apenas três anos de idade. Vonk estudou piano com Jaap Spaanderman no Conservatório de Amsterdã e direito na Universidade de Amsterdã. Durante esse período, ele fez trabalhos como pianista de jazz. Ele, posteriormente, estudou condução com Hermann Scherchen e Franco Ferrara.
Vonk estreou como maestro com o Balé Nacional Holandês. Ele, posteriormente, casou-se com uma das bailarinas, Jessie Folkerts. Ele também trabalhou como maestro assistente com a Orquestra Real do Concertgebouw e maestro associado da Orquestra Filarmônica Real, Londres.
Vonk serviu como maestro chefe com a Orquestra Residente, na Holanda, entre 1980 e 1991 e na Orquestra Filarmônica da Rádio Holandesa. De 1985 até 1990, ele foi o maestro principal da Orquestra Estatal de Dresden e da Ópera Semper, de Dresden. Em 1988 ele conduziu no Teatro alla Scala, em Milão, na produção de Fetonte de Niccolò Jommelli, mas teve que se retirar por um ano, pois foi diagnosticado com Síndrome de Guillain-Barré, uma condição neurológica. Ele tornou-se maestro chefe da Orquestra Sinfônica WDR, Colonia, em 1991.
Nos Estados Unidos, ele fez sua primeira apaição com a Orquestra Sinfônica de Saint Louis, em 1992. Em janeiro de 1995, ele foi apontado como diretor musical da orquestra, após Leonard Slatkin sair do cargo, em 1996. Em 2002 ele retirou-se da Orquestra Sinfônica de Saint Louis por problemas de saúde, sendo diagnosticado com esclerose.
Na temporada de 2003/2004, Vonk trabalhou como maestro chefe da Orquestra Sinfônica da Rádio Holandesa, o último maestro chefe antes da orquestra encerrar seus trabalhos.
Hans Vonk faleceu dia 29 de agosto de 2004, em sua casa em Amsterdã.